# وونشندورف/لشتر
وونشندورف/لشتر (به آلمانی: Wünschendorf/Elster) یک شهر در آلمان است که در گرایتس واقع شده‌است. وونشندورف/لشتر ۳٬۱۹۲ نفر جمعیت دارد.